# クリスティアン・リンドベルイ
クリスティアン・リンドベルイ（リンドベリ, リンドバーグ, Christian Lindberg, 1958年 - ）は、スウェーデンのトロンボーン奏者、指揮者、作曲家。世界でただ一人フルタイムのソロ・トロンボーン奏者として成功している人物である。リンドベルイは70曲以上の協奏曲を含む、200曲以上もの作品を初演している。 日本の音楽シーンでは一般的にクリスチャン・リンドバーグ表記である。

## 経歴
ストックホルム出身で、17歳でトロンボーンをはじめるまではバリトンホルンを学んでいた。19歳のとき、スウェーデン王立歌劇場管弦楽団でプロ奏者としての地位を得た。その後、フルタイムのソリストになる勉強を始めるため、20歳でそのオーケストラを離れた。リンドベルイは、大学での友人でピアニストであるローランド・ペンティネンと地元の作曲家のヤン・サンドストレムとともに活動を開始した。
初期の名声は、サンドストレムの『モーターバイク協奏曲』によってもたらされた。この曲は、モーターバイクの発するすべての音、すなわちエンジンの回転、ギアチェンジ、スキッドなどに伴う音を必要とし、そのストーリーは全編トロンボーンを通じて表現される。ソロ活動を始めたころ、その演奏がスウェーデンのレコードレーベルBISのオーナー、ロベルト・フォン・バールの耳に止まる。最初に、レパートリーの中で最も挑戦的な曲を含む3枚の印象的なアルバムを製作するように要請された。リンドベルイは現在までに60枚以上のCDを製作している。
リンドベルイの楽器の腕前は、トロンボーンという楽器において最上のものである。たとえば、ヴィヴァルディの『四季』の「冬」におけるソロ・ヴァイオリンのパートを彼が演奏するとき、驚くべきスピード、正確さ、スタミナ、柔軟性、そして音域などの要素を見出すことが出来る。一方、自ら編曲したプロコフィエフの『ロメオとジュリエット』の「ジュリエットの告別」に代表されるような作品における叙情的な演奏は、それと対極をなすものである。
前衛音楽やその他の舞台公演における演奏によっても、リンドベルイの名はよく知られている。レパートリーには、ルチアーノ・ベリオの『セクエンツァ V』、サンドストレムの『モーターバイク協奏曲』、フレデリック・ヘグバーグの『The Ballad of Kit Bones』や『Su ba do be』などがある。ヤニス・クセナキスの『KEREN』を作曲家の指定のテンポで「難なく」吹ききっている録音はリンドベルイのものだけである。この業績を可能にしたリンドベルイは、厚く、暖かく、そしてしばしば速いヴィブラートをかけるドイツの伝統的奏法を基礎として、自身の「音」を構築した。これこそが、リンドベルイが力強く自由な音色を志向するアメリカやイギリスのプレイヤーに対して著しく特徴的な点である。
また、スヴェン＝ダヴィド・サンドストレムから作曲を手がけるよう説かれたのをきっかけとして、39歳のときに作曲家としての活動をはじめた。初めての自作自演作品であるトロンボーンと弦楽のための音楽『Arabenne』を1997年に録音した。2000年には、イギリスのノーザン・シンフォニアを振って指揮者デビューも果たした。

## 家族
兄はリュート奏者のヤコブ・リンドベルイで、古楽演奏については兄の影響を受けている。